# Стьєрнеборг

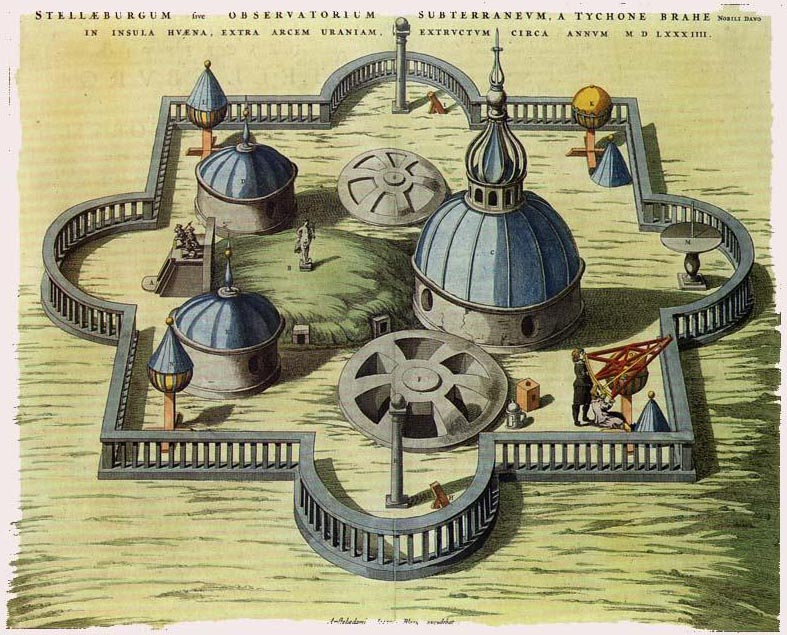
Малюнок надземного вигляду Стьєрнеборга

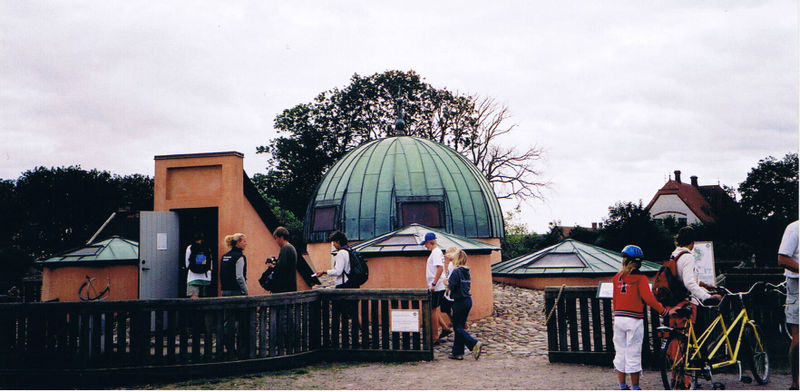
Сучасний вигляд Стьєрнеборга

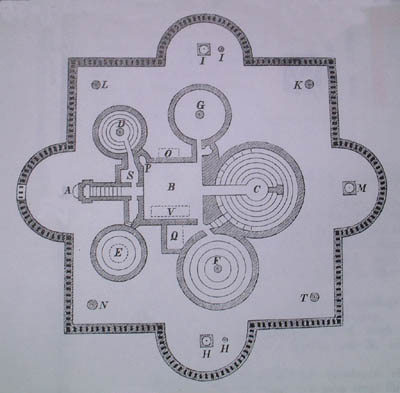
Схема Стьєрнеборга із зображенням підземних камер

Стьєрнеборг (дан. Stjerneborg, «зоряний замок») — підземна обсерваторія Тихо Браге поруч із його палацом-обсерваторією Ураніборгом, розташована на острові Вен у протоці Ересунн між Данією та Швецією.
Тихо Браге побудував його близько 1581 року. Він писав: «Моя мета полягала в тому, щоб частково розташувати деякі з найважливіших інструментів надійно й міцно, щоб вони не піддавалися заважаючому впливу вітру і щоб ними було простіше користуватися, частково — щоб відокремити моїх співробітників, коли декілька з них перебувають зі мною одночасно, і нехай деякі з них проводять спостереження в самому замку, інші в цих підвалах, щоб вони не заважали один одному й не порівнювали свої спостереження до того, як я цього забажаю». Тихо Браге назвав обсерваторію Stiernburg народною мовою або Stellæburgus латиною. І данська, і латинська назви означають «зоряний замок».
Підземні частини обсерваторії були розкопані в 1950-х роках. Зараз вони оснащені дахом, наближеним до оригінального. У залах тепер проводиться мультимедійне шоу.